# Souvenir/Sulla scia
Souvenir/Sulla scia è il sedicesimo singolo dei Matia Bazar, pubblicato nel 1985, che anticipa l'album Melanchólia (1985).

## Il disco
Raggiunge l'ottava posizione nella classifica delle vendite dei singoli italiani nel marzo 1985.

## Souvenir
Si classifica decimo nella categoria Campioni al Festival di Sanremo 1985 e si aggiudica il Premio della Critica "Mia Martini" del Festival.
La versione sul singolo e quella eseguita al Festival sono prive dell'introduzione strumentale presente invece sull'album Melanchólia.

## Sulla scia
Estratto dall'album Aristocratica del 1984.

## Tracce
Lato A
1. Souvenir (versione singolo) – 3:35 (testo: Aldo Stellita – musica: Sergio Cossu, Carlo Marrale)

Lato B
1. Sulla scia – 4:50 (testo: Aldo Stellita, Marco Guzzetti – musica: Carlo Marrale)

## Formazione
- Antonella Ruggiero - voce solista
- Sergio Cossu - tastiere
- Carlo Marrale - chitarra, voce
- Aldo Stellita - basso
- Giancarlo Golzi - batteria

## Classifiche
| Classifica (1985) | Posizione raggiunta |
| ----------------- | ------------------- |
| Italia            | 8                   |